# Gerhard Brandstätter

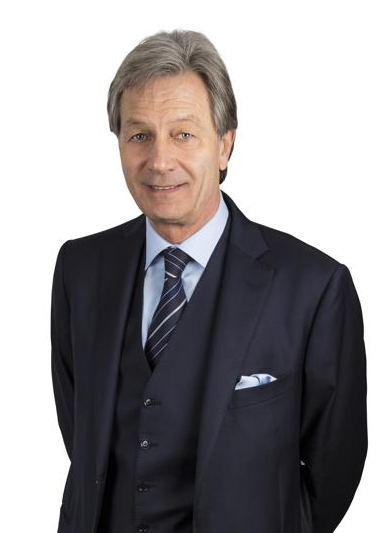
Gerhard Brandstätter (2019)

Gerhard Brandstätter (* 22. Januar 1953 in Sarnthein) ist ein italienischer Rechtsanwalt in Bozen (Südtirol), Bankmanager und Honorarkonsul der Bundesrepublik Deutschland für Trentino-Südtirol.

## Leben
Brandstätter ist Sohn von Josef Brandstätter, einem Oberst der Carabinieri, Anwalt und langjährigem Präsidenten der Südtiroler Sparkasse. Nach dem Abitur am Franziskanergymnasium in Bozen studierte Brandstätter Rechtswissenschaften an der Universität Florenz, wo er 1977 nach einem Studienaufenthalt in Brüssel mit Auszeichnung die laurea erlangte. Als junger Anwalt arbeitete er in Bozen, Mailand und Los Angeles, bis er 1979 eine dreijährige Mitarbeit bei Salvatore Pescatore, einem römischen Anwalt im Banken- und Gesellschaftsrecht, antrat. 1979 legte Brandstätter die Rechtsanwaltsprüfung in Trient ab, 1982 kehrte er nach Bozen zurück und übernahm die von seinem Vater gegründete Anwaltskanzlei. In den Folgejahren erweiterte er die Kanzlei und eröffnete in Mailand und München zwei Filialen. Am Oberlandesgericht München ist er als Rechtsanwalt für Beratung in italienischen Rechtsfragen zugelassen.
1999 wurde er zum Honorarkonsul der Bundesrepublik Deutschland für die Region Trentino-Südtirol ernannt. Von 2003 bis 2014 war Brandstätter Präsident der Stiftung Südtiroler Sparkasse, und seit 2014 ist er Präsident der Südtiroler Sparkasse. Außerdem ist er Mitglied in zahlreichen Aufsichts- und Beratungsgremien des Finanz- und Bankwesens.
Mit seiner Frau Ulrike hat er zwei Töchter, Lisa und Evelyn.

## Weitere Tätigkeiten
- 1989–1995: Präsident der Vereinigung Südtiroler Freiberufler
- ab 1991: eingetragen im Register der Rechnungsrevisoren und als solcher in verschiedenen Unternehmen tätig
- 1994–2014: Vorsitzender des Wirtschaftsausschusses der Südtiroler Volkspartei
- 1991–2003: Präsident der Investitionsbank Trentino-Südtirol
- 2003–2014: Mitglied des Verwaltungsrates des Italienischen Sparkassenverbandes (Associazione di Fondazioni e di Casse di Risparmio – ACRI) in Rom
- ab 2005: Repräsentant der Deutsch-Italienischen Handelskammer[5] in Mailand für Bozen und die Region Trentino-Südtirol
- 2007–2014: Präsident des Verwaltungsrates der Areal Bozen – ABZ AG zur Wiedergewinnung des Bahnhofsareals in Bozen
- 2010–2014: Aufsichtsrat der italienischen Depositenbank „Cassa Depositi e Prestiti“
- ab 2014: Präsident des Verwaltungsrates der Sparim S.p.A.
- 2014–2018: Mitglied des Aufsichtsrates des Italienischen Sparkassenverbandes (Associazione di Fondazioni e di Casse di Risparmio – ACRI) in Rom
- ab 2014: Mitglied des Verwaltungsrates und des Exekutivausschusses der Italienischen Bankenvereinigung (Associazione Bancaria Italiana S.p.A.) in Rom
- 2016–2018: Vizepräsident des Europäischen Sparkassenverbandes
- ab 2016: Mitglied des Verwaltungsrats des Einlagensicherungsfonds (Fondo Interbancario di Tutela dei Depositi – FIDT) in Rom
- ab 2018: Vizepräsident des Italienischen Sparkassenverbandes[6] (Associazione di Fondazioni e di Casse di Risparmio – ACRI) in Rom

## Auszeichnungen
- 2004: Südtirols Manager des Jahres (Auszeichnung des Verlagshauses Athesia)
- 2010: Senator Honoris Causa der Leopold-Franzens-Universität Innsbruck
- 2018: Karriere-Preis[7] im Rahmen des Future Bancassurance Award in Mailand
- 2022: Bundesverdienstkreuz 1. Klasse

## Veröffentlichungen
- Der Lügendetektor. Verlagsanstalt Athesia, Bozen 2016 (ohne ISBN).